# Ferrari (futebolista)
Gilberto José Ferrari (Campinas, 9 de janeiro de 1937 — Campinas 15 de julho de 2016), conhecido como Ferrari, foi um ex-futebolista brasileiro.
Fez parte da primeira "Academia" da Sociedade Esportiva Palmeiras, onde conquistou diversos títulos e é considerado um dos laterais-esquerdos mais regulares da história do clube paulistano.

## Carreira
Lançado no time principal do Guarani em 1959, Ferrari caiu no gosto da torcida ao marcar um dos gols na vitória por 3 a 2 sobre a rival Ponte Preta. Posteriormente, foi recuado de ponta-direita para a lateral-direita, atuando eventualmente como lateral-esquerdo. Sua despedida ocorreu em dezembro de 1962, no empate por 3 a 3 contra Prudentina, em Presidente Prudente.
Participou do jogo de inauguração do Mineirão, no qual a Seleção Brasileira foi representada inteiramente pelo Palmeiras na vitória por 3 a 0 frente ao Uruguai.
Pelo clube fez 293 jogos. com 169 vitórias, 67 empates e 57 derrotas, entre 1963 e 1969, e 6 gols marcados.
Retornou ao Guarani e também jogou no no Comercial de Ribeirão Preto e no Paulista de Jundiaí, onde encerrou a carreira.

### Fora dos campos
Trabalhou ainda como metalúrgico da empresa Bosch, em Campinas, e por fim administrou a Praça de Esportes Olímpio Dias Porto, no bairro Cidade Jardim, em Campinas.

## Títulos
Palmeiras
- Campeonato Brasileiro: 1967 (Robertão) e 1967 (Taça Brasil)
- Torneio Rio–São Paulo 1965
- Campeonato Paulista: de 1963 e 1966